# 万迪尤尔
万迪尤尔（Vandiyur），是印度泰米尔纳德邦Madurai县的一个城镇。总人口21464（2001年）。

## 人口
该地2001年总人口21464人，其中男性10902人，女性10562人；0—6岁人口2605人，其中男1324人，女1281人；识字率71.55%，其中男性为77.00%，女性为65.93%。